# San Nazario
San Nazario é uma comuna italiana da região do Vêneto, província de Vicenza, com cerca de 1.787 habitantes. Estende-se por uma área de 23 km², tendo uma densidade populacional de 78 hab/km². Faz fronteira com Campolongo sul Brenta, Cismon del Grappa, Pove del Grappa, Solagna, Valstagna.

## Demografia
| Variação demográfica do município entre 1861 e 2011                               |
|                                                                                   |
| Fonte: Istituto Nazionale di Statistica (ISTAT) - Elaboração gráfica da Wikipedia |